# Загроза з Землі (збірка)
Загроза з Землі (англ. The Menace from Earth) — збірка з 8 науково-фантастичних коротких творів Роберта Гайнлайна, що вийшла 1959 року в американському видавництві «Gnome Press».

## Зміст
| Назва                       | назва                   | журнал                                    | рік  |
| --------------------------- | ----------------------- | ----------------------------------------- | ---- |
| Рік резонансу               | The Year of the Jackpot | Galaxy Science Fiction                    | 1952 |
| По власних слідах           | By His Bootstraps       | Astounding Science Fiction                | 1941 |
| Колумб був ідіотом          | Columbus Was a Dope     | Startling Stories                         | 1947 |
| Загроза з Землі             | The Menace from Earth   | The Magazine of Fantasy & Science Fiction | 1957 |
| Небесний ліфт               | Sky Lift                | Imagination                               | 1953 |
| Акваріум з золотими рибками | Goldfish Bowl           | Astounding Science Fiction                | 1942 |
| Проєкт «Жахіття»            | Project Nightmare       | Amazing Stories                           | 1953 |
| Вода є для потопу           | Water Is for Washing    | Argosy                                    | 1947 |